# Johann Franz Ettig
Johann Franz Ettig (* 20. Dezember 1830 in Borna; † 11. Juni 1905 in Grimma) war ein deutscher Seminaroberlehrer, Autor und Schriftsteller.

## Leben
Johann Franz Ettig stammte aus der sächsischen Amtsstadt Borna unweit von Leipzig, wo er 1830 als Sohn eines Schuhmachers geboren wurde. Nach dem Besuch von Schule arbeitete er einige Zeit als Gehilfe bei einem Advokaten, um Geld für den Besuch des Lehrerseminars in Grimma zu erwirtschaften. Nach erfolgreichem Besuch des Seminars wirkte er kurze Zeit als Lehrer in Döbeln und an der Bürgerschule in Glauchau. Im Jahre 1855 erhielt er eine Anstellung als Lehrer am Nebenseminar in Grimma. Bereits im darauffolgenden Jahr 1856 wurde Ettig Oberlehrer am Königlich Sächsischen Schullehrer-Seminar in Grimma, der früheren Fürstenschule, wo er bis zu seiner Pensionierung wirkte.
Er verfasste mehrere kleinere Schriften und legte mehrere Bände mit eigenen Gedichten sowie Märchen und Sagen aus und über die Pflanzenwelt vor. 1905 starb er in Grimma.

## Schriften (Auswahl)
- Anleitung zu einem vollständig allseitig erziehenden Zeichenunterricht. Mit 1800 Bildern auf 222 Vorlegeblättern, Leipzig, 1863.
- Der pädagogische Zeichenunterricht in der Volksschule, Leipzig, 1864.
- Elementarzeichnenschule für die Jugend. 50 Vorlageblätter, Leipzig, 1864.
- Die gesammte Regula de tri, Leipzig, 1864.
- Pädagogische Reden und Abhandlungen etc. bei der Seminar-Jubelfeier, nebst Festbeschreibung, Leipzig, 1864.
- Praktische Stereometrie, Grimma, 1866.
- Mineralogische Betrachtungen, Grimma, 1867.
- Betrachtung der Organisation der Thiere, Grimma, 1867.
- Botanische Betrachtungen, Grimma, 1868.
- Vergleichung der vier Classen der Wirbelthiere, Grimma, 1868.
- Blumen. Gedichte, Grimma, 1868.
- Deutsche Bäume. Neue Gedichte, Grimma, 1868.
- Lebenszeichen. Gedichte, Grimma, 1868.
- Schilderungen, Mährchen und Sagen aus der Pflanzenwelt. Gedichte, Grimma, 1869.
- Grundzüge der drei wichtigsten natürlichen Pflanzensysteme, Grimma, 1869.